# 富克斯霍芬
富克斯霍芬是德国莱茵兰-普法尔茨州的一个市镇。总面积2.84平方公里，总人口81人，其中男性41人，女性40人（2011年12月31日），人口密度29人/平方公里。